# Kis ökörszemlepke
A kis ökörszemlepke (Pyronia tithonus) a rovarok (Insecta) osztályának a lepkék (Lepidoptera) rendjébe, ezen belül a tarkalepkefélék (Nymphalidae) családjába tartozó faj.

## Előfordulása
A kis ökörszemlepke Európaszerte megtalálható; a Földközi-tengertől egészen Skandináviáig. Az előfordulási területe Európán kívül, Nyugat-Ázsiába, Anatóliába és Marokkóba is átnyúlik.

## Megjelenése
A szárnyfesztávolsága 35-40 milliméter. Ránézésre majdnem ugyanolyan, mint a nagy ökörszemlepke (Maniola jurtina), azonban kisebb annál.

## Életmódja
Főleg a sövényeseket, ligeterdőket és erdőszéleket részesíti előnyben. A magasan növő füves részeket kedveli. A hernyó számos perjefélével (Poaceae) táplálkozik és alig vehető észre. Az imágó a virágok nektárját szívja; kedveltebb tápnövények a Buddleja-, a Rubus- és a Cirsium-fajok.